# 7 дней до смерти
«7 дней до смерти» (англ. Seven Days to Live) — фильм ужасов 2000 года совместного производства США, Германии и Чехии. Мировая премьера состоялась 25 июня 2000 года. В США фильм получил рейтинг R.

## Сюжет
После трагической смерти сына Томаса супруги Эллен и Мартин Шоу перебираются из города в загородный дом. Так они надеются пережить сложный период в своей жизни. Но ожидаемого успокоения не приходит.
С Эллен начинают происходить странные вещи — вначале она видит на запотевшем зеркале цифру «7», на следующий день, проезжая на машине, замечает знак с надписью «Тебе осталось жить шесть дней» и так далее. К тому же ночью ей привиделся погибший сын. Побежав за ним, она попадает в болото и начинает тонуть — от этого она просыпается и видит, что её ноги испачканы болотной грязью.
Эллен не может понять, что с ней происходит, где реальность, а где видения. Мартин же ведёт себя отстраненно — мало общается с женой, а на её жалобы отвечает, что у неё истерика, и что она мешает ему работать. Психолог, к которому обращается Эллен, также придерживается мнения, что женщина просто не оправилась от шока.
Эллен узнает, что раньше в этом доме произошли странные смерти, а сам дом стоит на месте массовых казней.

## В ролях
- Аманда Пламмер — Эллен Шоу
- Шон Пертви — Мартин Шоу
- Ник Бримбл — Карл Фаррелл
- Эдди Купер — Томас Шоу